# Nesca Robb
Pour les articles homonymes, voir Robb.
Nesca Robb, née le 27 mai 1905 à Belfast et morte le 18 mai 1976 à Oxford, est une écrivaine irlandaise,.

## Biographie
Nesca Adeline Robb est née à Belfast le 27 mai 1905. Elle est la fille du directeur général de la J. Robb & Co., Charles Robb et de sa femme Agnès (née Arnold). Robb étudie à la Richmond Lodge, puis au Somerville College à Oxford pour étudier les langues modernes en 1924. Elle obtient un baccalauréat en 1927, une maîtrise en 1931 et enfin un doctorat en 1932. Elle publie ses recherches sur le Néoplatonisme de la renaissance italienne en 1935. Robb est membre du comité d'Irlande du Nord du National Trust, auquel elle présente la maison familiale, Lisnabreeny House de Castlereagh, en 1937. Elle s'engage dans des œuvres sociales et bénévoles avant de déménager à Londres en 1938 pour prendre un poste au London Institute of Italian Studies.
Elle publie son premier volume de poésie chez l'éditeur Blackwell en 1939 sous le titre Poems. Elle est greffière et conseillère à la Women's Employment Federation entre 1940 et 1944. À cette période, elle écrit un bilan partiel de sa vie An Ulsterwoman in England en 1942. Elle retourne en Irlande du Nord en 1944 et travaille pour un certain nombre d'organismes publics, y compris le PEN club et le National Trust. Robb sert en tant que membre de la Committee for the Encouragement of Music and the Arts en 1951. La même année, elle édite The arts in Ulster avec John Hewitt et Sam Hanna Bell, qui préconise que toute mention de politique devrait être exclus des collections.
En 1962 et 1966, elle produit un double tome sur l'histoire de Guillaume d'Orange. En 1963, Robb devient membre de la Maatschappij der Nederlandse Letterkunde. Elle produit un volume final de poésie en 1970, Sdra eclogues, et est élue Fellow de la Royal Society of Literature. Au cours de sa vie, elle a écrit au total 7 volumes de poésie, d'histoire et de critique d'art. Robb meurt le 18 mai 1976 à Oxford et est enterrée au cimetière de Bangor dans le comté de Down.